# Kombinat Kühl- und Lagerwirtschaft
Das VE Kombinat Kühl- und Lagerwirtschaft Berlin wurde 1984 gegründet und war ein Kombinat in der Deutschen Demokratischen Republik.
Das Kombinat unterstand dem Ministerium für Land-, Forst- und Nahrungsgüterwirtschaft. Weitere zentralgeleitete Kombinate der Nahrungsgüterwirtschaft können in der Liste von Kombinaten der DDR eingesehen werden.
Das Kombinat entstand 1984 aus der zuvor aufgelösten VVB Kühl- und Lagerwirtschaft. Das Kombinat hatte verschiedene Aufgabenbereiche. Zu diesen zählte der Betrieb von Kühlhäusern sowie Großhandel von Gefrierkonserven und Eiskrem, Produktion von Eiskrem, Gefriervollei, Eipulver, gefriergetrockneten Erzeugnissen und Blockeis, Lagerung und Abfüllung von Bienenhonig sowie darüber hinaus die Bereitstellung von gekühlten Lagerkapazitäten sowie von Schnellgefrierkapazitäten für andere Volkswirtschaftszweige.
Das Kombinat verfügte über 40 zentral geleitete Kühlhäuser mit einem Kühlvolumen von rund 1,6 Millionen Kubikmetern.
Im Zuge der Wende und der anschließenden Wiedervereinigung wurde das Kombinat 1990 aufgelöst und seine Betriebe wurden privatisiert.

## Zugehörige Betriebe
Zum Kombinat gehörten 1990 die folgenden Betriebe:
- VEB Bienenwirtschaft Meißen
- Forschungsinstitut für die Kühl- und Gefrierwirtschaft Magdeburg
- VEB Gefriertrocknung Stichelsdorf
- VEB Kühlbetrieb Berlin
- VEB Kühlbetrieb Dresden
- VEB Kühlbetrieb Erfurt
- VEB Kühlbetrieb Halle
- VEB Kühlbetrieb Karl-Marx-Stadt
- VEB Kühlbetrieb Leipzig
- VEB Kühlbetrieb Magdeburg
- VEB Kühlbetrieb Neustrelitz
- VEB Kühlbetrieb Rostock